# مركز قطع التنفس
مَركَز قَطع التَّنفُس  (بالإنجليزية: Apneustic center)‏ هوَ مَركز في الجُزء السُفلي مِن الجِسر، يُساعد في تَحسين عملية الشَهيق من خلال تَحفيز الخَلايا العَصبية الأولى في النُخاع المُستطيل مما يُوفر تَحفيز عصبي مُستمر لهذه الخَلايا.

## فسيولوجياً
يَعمل مَركز قطع التَنفُس على تحفيز العَصبونات المُرتطبة بمركز الشَهيق في النُخاع المُستطيل، مما يَزيد من فترة جهد الفعل في العَصب الحِجابي، وَيُساعد أيضاً في زيادة انقباض الحِجاب الحاجز وَتقليل معدل التنفس؛ أي أنهُ يُرسل إشارات إلى مركز التَنفس الظَهري (Dorsal respiratory center) تعمل على تأخير إشارات إيقاف الشَهيق المُرسلة من قبل مركز تنظيم سرعة التنفس (Pneumotaxic center)، وبالتالي يُساعد على التَحكم في معدل التنفس. يتم تَثبيط هذا المَركز من خلال مُستقبلات الشَد الرئوية.

## روابط خارجية
- Description at vcu.edu
- فسيولوجيا: 4/4ch6/s4ch6_10 - أساسيات فسيولوجيا الإنسان